# Obred (film)
Obred (izviren angleški naslov: The Rite) je nadnaravna grozljivka-triler iz leta 2011, delo filmskega režiserja Mikaela Håfströma in scenarista Michaela Petronija. Zgodba ohlapno sledi knjigi Matta Baglija The Rite: The Making of a Modern Exorcist, ki je napisana po resnični pripovedi takratnega ameriškega vajenca v izganjanju hudiča Garya Thomasa. Ta je bil poslan v Rim, da bi vadil in se učil od izkušenega izganjalca.
Film je bil posnet v Rimu, Budimpešti in Blue Islandu, v glavnih vlogah so zaigrali Anthony Hopkins, Colin O'Donoghue, Alice Braga, Ciarán Hinds in Rutger Hauer. Izdan je bil 28. januarja 2011, prejel negativne kritike, a prinesel več kot 96 milijonov USD prihodkov.

## Vsebina
Michael Kovak (Colin O'Donoghue) je sin uspešnega pogrebnika in podjetnika Istvana (Rutger Hauer). Ker ga delo pogrebnika ne zanima, se odpravi šolat za duhovnika. Po štirih letih Michael napiše svojemu mentorju očetu Matthewu pismo, v katerem pojasni, da ne more zaključiti študija, ker ni prepričan v kaj verjame. Oče Matthew (Toby Jones) vidi Michaela, kako iz usmiljenja odpusti grehe neznanki na robu smrti, saj ta misli, da je duhovnik. Ko oče Matthews vidi, kako je Micahel obvladal situacijo, ga pošlje na šolanje za izganjalca hudiča v Vatikan v Rim zaradi stalnega porasta demonske obsedenosti. Michael ponudbo sprejme, saj lahko v nasprotnem primeru cerkev od njega zahteva 100.000 USD, kolikor je stal njegov študij. Michael začne tako obiskovati predavanja očeta Xavierja (Ciarán Hinds) v Rimu, kjer skuša povzročiti, da ga vržejo iz predavanj in bo tako lahko odšel brez vračila denarja.
Med predavanji spozna mladenko Angelino (Alice Braga). Kmalu spozna, da je Angelina v resnici novinarka, ki obiskuje predavanja zaradi svojega članka o izganjanju hudiča. Oče Xavier, ki opazi da je Michael skeptičen glede njegovih predavanj, ga zato pošlje k svojemu prijatelju, valižanskemu jezuitu očetu Lucasu (Anthony Hopkins). Michael ga res obišče in pri njemu doma spozna njegovo pacientko, nosečo šestnajstletno Rosario. Kasneje izve, da jo je posilil njen oče in da je tako postala obsedena. Michael med izganjanjem vseeno ostane skeptičen ne glede na nekaj čudnih dogodkov, ko denimo Rosaria govori tekoče angleško in ko izbruha tri dolge žeblje. Kasneje se Michael dobi z Angelino, ki mu prizna, da že dolgo poskuša narediti intervju z očetom Lucasom, vendar jo on vedno zavrne. Prosi ga, če bi ji lahko poročal o dogajanju pri njem, vendar Michael odkloni. V naslednjih dneh se Rosariino stanje poslabša, zato jo premestijo v bolnišnico. Oče Lucas še enkrat opravi obred izganjanja in ostane čez noč v bolnišnici. Ponoči najprej umre Rosariin otrok zaradi infarkta, nato pa še Rosaria zaradi prevelike izgube krvi. Zaradi tega se oče Lucas počuti krivega za njeno smrt.
Po smrti mlade ženske se začne oče Lucas vesti čudno in kazati znake obsedenosti. Michael in Angelina ga najdeta, kako sedi pred hišo v dežju. Oče Lucas ju povabi v hišo in, vedoč da je obseden, prosi Michaela, naj najde očeta Xavierja ter z njim izvede izganjanje hudiča. Ker je oče Xavierja naslednje tri dni odsoten, se Michael odloči, da bo izganjanje izvedel sam v pristojnosti Angeline. Po dolgem boju z demonom Michael ponovno najde svojo vero in prisili demona, da izda svoje ime – Baal. Tako konča z izganjanjem in močni demon zapusti očeta Lucasa. Michael tako zapusti Rim in se vrne v Združene države k svojemu življenju. 
Zadnji prizor pokaže Michaela, ki je postal duhovnik, kako opravi spoved nekega dekleta.

## Igralci
- Anthony Hopkins kot oče Lucas Trevant
- Colin O'Donoghue kot Michael Kovak
- Alice Braga kot Angelina Vargas
- Ciarán Hinds kot Father Xavier
- Rutger Hauer kot Istvan Kovak
- Marta Gastini kot Rosaria
- Maria Grazia Cucinotta kot teta Andria
- Toby Jones kot oče Matthew
- Chris Marquette kot Eddie
- Marija Karan kot Sandra
- Torrey DeVitto kot Nina